# 3611 Dabu
3611 Dabu eller 1981 YY1 är en asteroid i huvudbältet som upptäcktes den 20 december 1981 av Purple Mountain-observatoriet i Nanjing, Kina. Den är uppkallad efter Dabu i Kina.
Asteroiden har en diameter på ungefär 14 kilometer och den tillhör asteroidgruppen Dora.